# Synagogue Ohel Jakob (Munich)

La nouvelle synagogue principale de Munich. À droite, à l'arrière plan, le musée juif

La synagogue Ohel Jakob (en hébreu : אהל יעקב - Tente de Jacob) est la synagogue principale de Munich, et fait partie du complexe du Jüdisches Zentrum Jakobsplatz (Centre Juif de la place Jakob), centre de la vie communautaire des Juifs de Munich et de la Haute-Bavière, situé au centre-ville de Munich. Elle a été dédiée en novembre 2006. En plus de la synagogue, le Centre juif comprend un centre culturel et cultuel (avec salles de réunion, école, garderie, centre de jeunesse et un restaurant), ainsi que le nouveau musée juif, dépendant de la ville de Munich, ouvert en mars 2007. 
De 1947 à 2007, le Centre communautaire juif et la précédente synagogue principale, ainsi qu'un petit musée, se trouvaient au 27 rue Reichenbach.

## Construction
Les bâtiments sont situés place Jakob, entre l'ancien marché aux grains (Schrannenhalle) transformé en centre commercial et de restauration, le couvent catholique des sœurs de Notre-Dame pour l'enseignement des pauvres, rattaché à l'église Saint-Jacques, et le quartier de l'Oberanger. Au nord, de l'entrée principale, se trouve le musée municipal de Munich. 
Avec la synagogue Ohel Jakob et le Centre juif, la deuxième plus grosse communauté juive d'Allemagne, après celle de Berlin, qui se définit comme orthodoxe, retrouve un lieu de culte et d'animation dans la vieille ville de Munich, 68 ans après la destruction de sa Grande synagogue par les nazis en 1938. 
La conception de la synagogue et du Centre communautaire a été attribuée au cabinet d'architectes de Rena Wandel-Hoefer et Wolfgang Lorch de Sarrebruck, le 6 juillet 2001, après une mise en compétition en deux étapes. Ce cabinet avait déjà construit la nouvelle synagogue de Dresde.
La synagogue Ohel Jakob porte le même nom que la synagogue orthodoxe détruite par les nazis lors de la nuit de Cristal du 9 au 10 novembre 1938 et qui se trouvait rue Herzog-Rudolf.
La synagogue de section carrée est formée d'une structure en pierres travertin de huit mètres de haut, rappelant le Mur des Lamentations de Jérusalem, surmontée d'un cube en verre. Le toit en verre représente une tente (Ohel), symbolisant le séjour de quarante ans de Moïse dans le désert. Le toit en verre repose sur une ossature composée d'Étoiles de David, en métal couleur bronze, entrelacées. Dans la journée, la synagogue reçoit un éclairage naturel zénithal, et la nuit, elle éclaire le quartier environnant. 
La lumière pénétrant par le toit n'est pas reçue directement, mais est réfléchie plusieurs fois par la structure métallique avant de parvenir dans la synagogue, lambrissée de pierres lumineuses de Jérusalem et de bois de cèdre en provenance du Liban, décoré de psaumes écrits en lettres d'or. Le portail d'entrée, de six mètres de haut, fabriqué à Budapest est orné des dix lettres hébraïques correspondant aux Dix Commandements.
Comme toutes les synagogues orthodoxes, le bâtiment est orienté d'ouest en est. Sur le mur est, dirigé vers Jérusalem, se trouve l'Arche sainte, dissimulée derrière un parokhet (rideau) de couleur bleu foncé, sur lequel ont été brodées deux colombes, surmontées d'une couronne. Devant l'Arche, brille la Ner Tamid (lampe éternelle). L'autel (Bimah) se trouve comme dans toutes les synagogues orthodoxes ashkénazes près de l'Arche.
La synagogue offre 585 places assises. Les hommes s'assoient au centre de la salle tandis que les femmes prennent place dans les galeries latérales légèrement surhaussées.
Les deux autres bâtiments du Centre juif, le musée et le centre communautaire, sont des bâtiments parallélépipédiques, fonctionnels et séparés. Afin d'unifier l'ensemble, ces bâtiments ont aussi été recouverts de plaques de pierres travertin provenant du Jura souabe. Dans un tunnel souterrain de 32 mètres de long, reliant les bâtiments et appelé le "Passage du souvenir" (Gang der Erinnerung) se trouvent gravés les noms des quelque 4 500 habitants juifs de Munich assassinés pendant la période nazie.

## Pose de la première pierre et inauguration

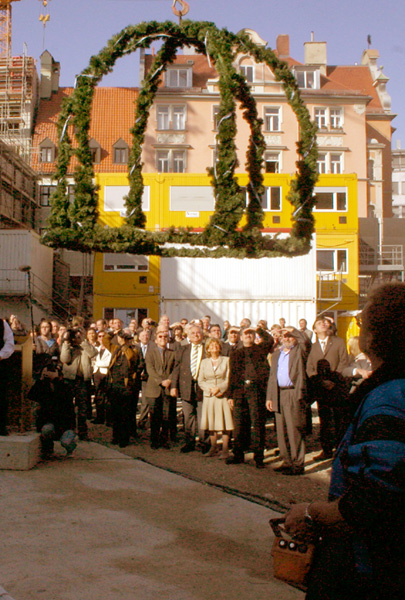
Fête d'achèvement du gros-œuvre le 28 octobre 2005

La pose de la première pierre a lieu le 9 novembre 2003, en présence du président de la République fédérale d'Allemagne, Johannes Rau. La police réussit à déjouer un projet d'attentat prévu ce jour-là, par un groupe néonazi  Kameradschaft Süd (Camaraderie sud). Selon l'ancien ministre de l'Intérieur de Bavière, Günther Beckstein, les enquêteurs retrouvent 14 kilogrammes d'explosifs et les plans de l'attentat. Lors de deux procès, huit membres du groupe sont jugés et condamnés à de lourdes peines. 
Comme prévu initialement, la fête de l'achèvement du gros-œuvre se déroule le 28 octobre 2005. Le début de la construction avait été retardé à plusieurs reprises, en raison de la découverte, lors du creusement des fondations, de vestiges du Moyen Âge ayant nécessité des fouilles complémentaires.
La synagogue est inaugurée officiellement le 9 novembre 2006, 68 ans jour pour jour après la nuit de Cristal de 1938. À la cérémonie participent des invités prestigieux d'Allemagne mais aussi de l'étranger: le Président fédéral Horst Köhler, le Premier ministre bavarois Edmund Stoiber et l'ensemble du cabinet bavarois, l'ambassadeur d'Israël Shimon Stein, le grand-rabbin de Tel Aviv, Yisrael Meir Lau, ainsi que de nombreux représentants des différents partis et des communautés religieuses. La cérémonie d'ouverture est présidée par Charlotte Knobloch, présidente du Conseil central des Juifs en Allemagne ( Zentralrat der Juden in Deutschland). Dans la matinée, de nombreux Munichois ont accompagné le cortège apportant les neuf Sifrei Torah(rouleaux de Torah) richement décorés, de l'ancienne synagogue à la nouvelle synagogue, tandis que la clarinettiste Giora Feidman jouait Shalom Chaverim (Paix, les amis). Pour cet événement pas moins de 1 500 policiers ont été réquisitionnés pour en assurer la sécurité.
Trois jours après l'ouverture officielle, une journée porte ouverte invite la population de Munich à visiter la synagogue et le centre communautaire. Plus de 15 000 personnes vont faire une queue de plusieurs centaines de mètres pour pénétrer dans les locaux, surveillés par un important service de sécurité.

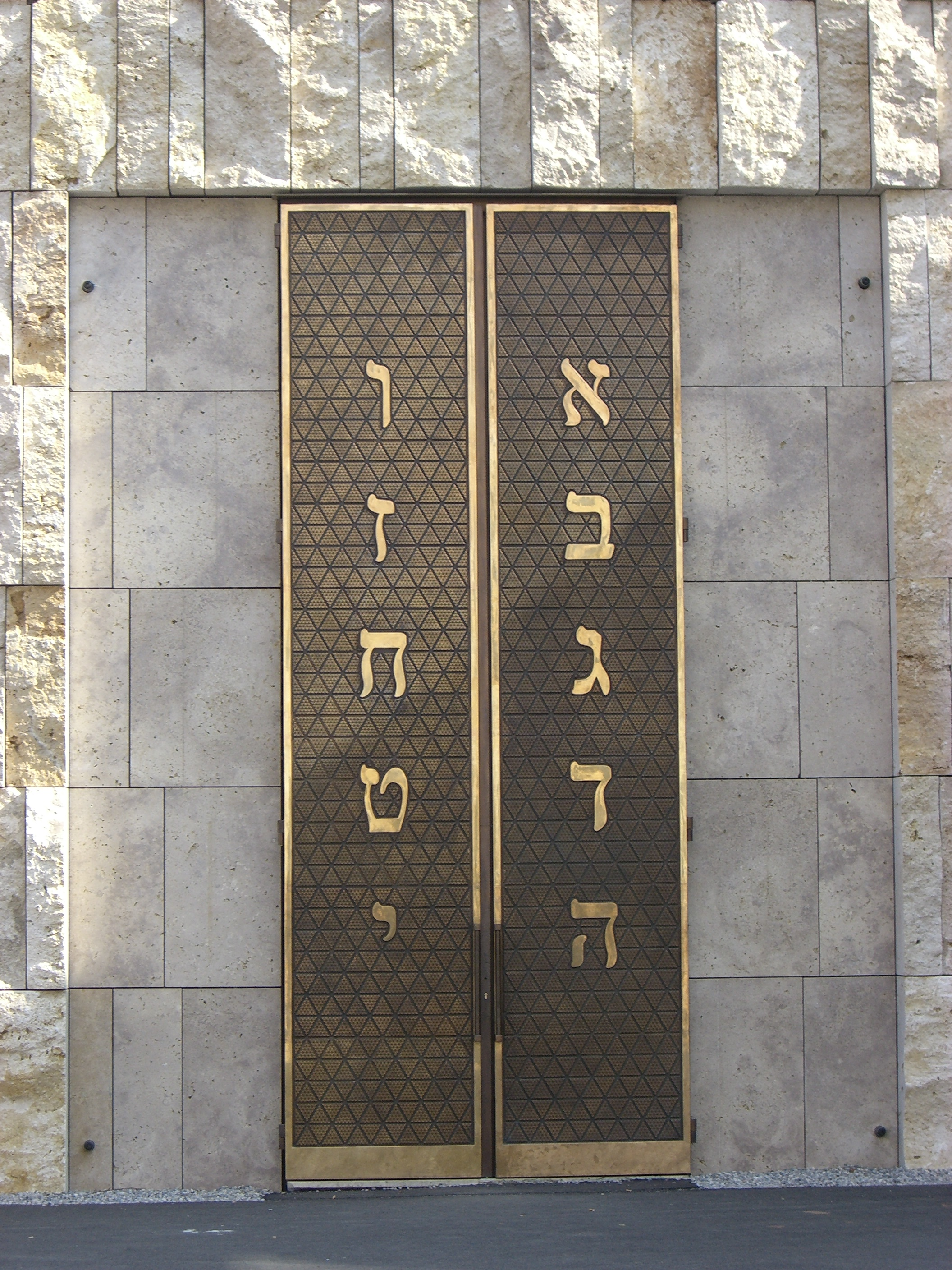
Portail de la synagogue.
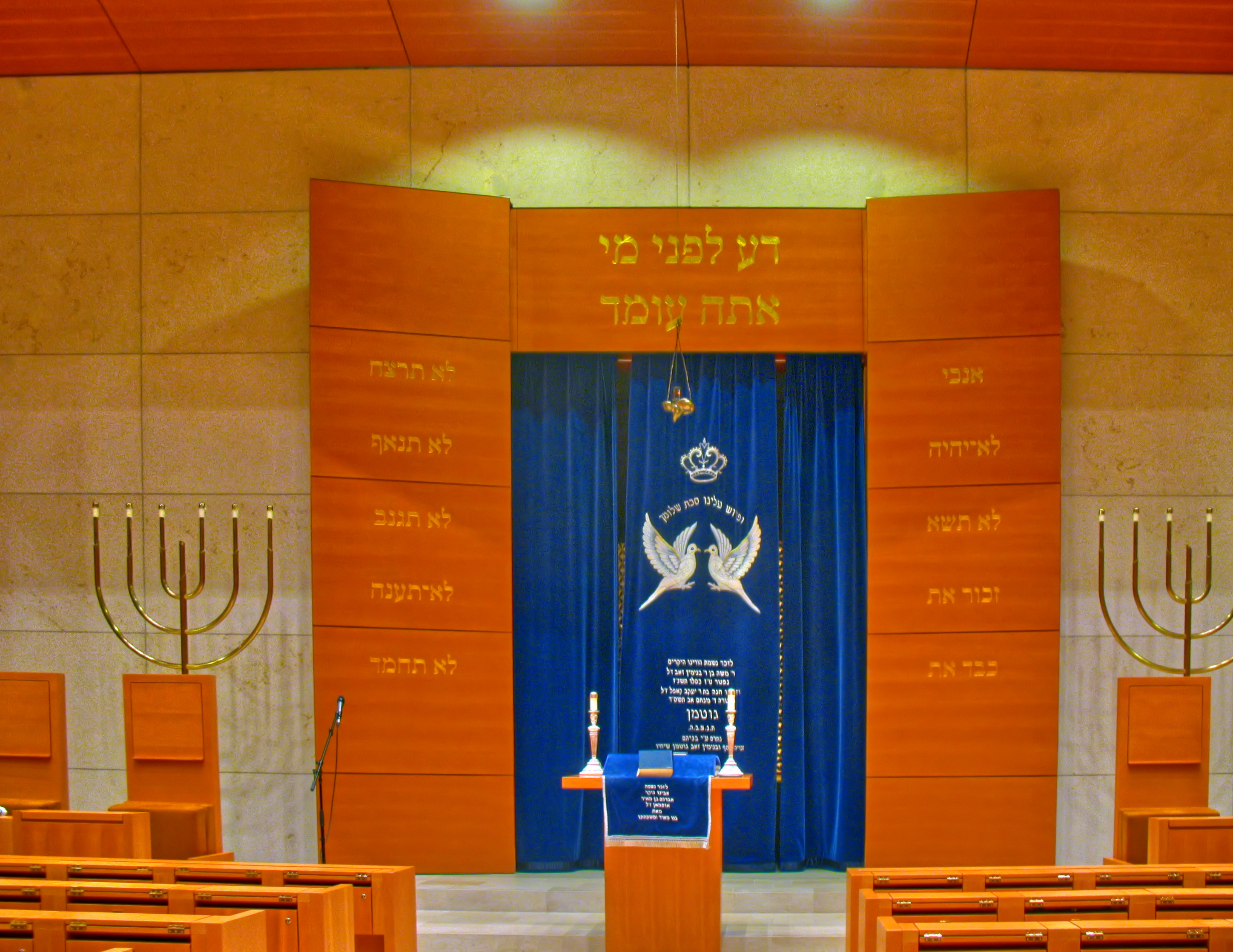
L'Arche sainte avec la parokhet.
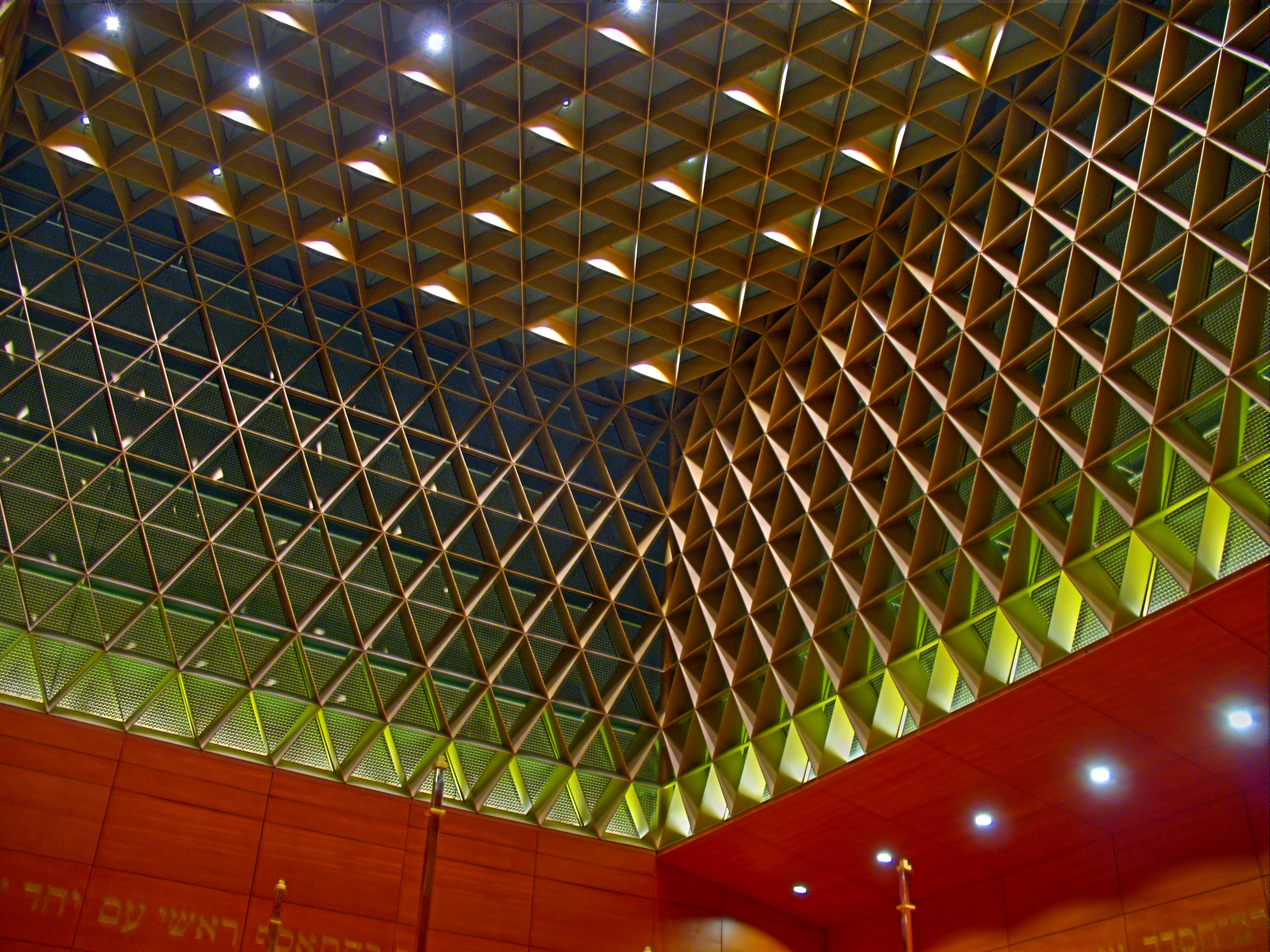
Le toit de la synagogue avec les étoiles de David entrelacés.
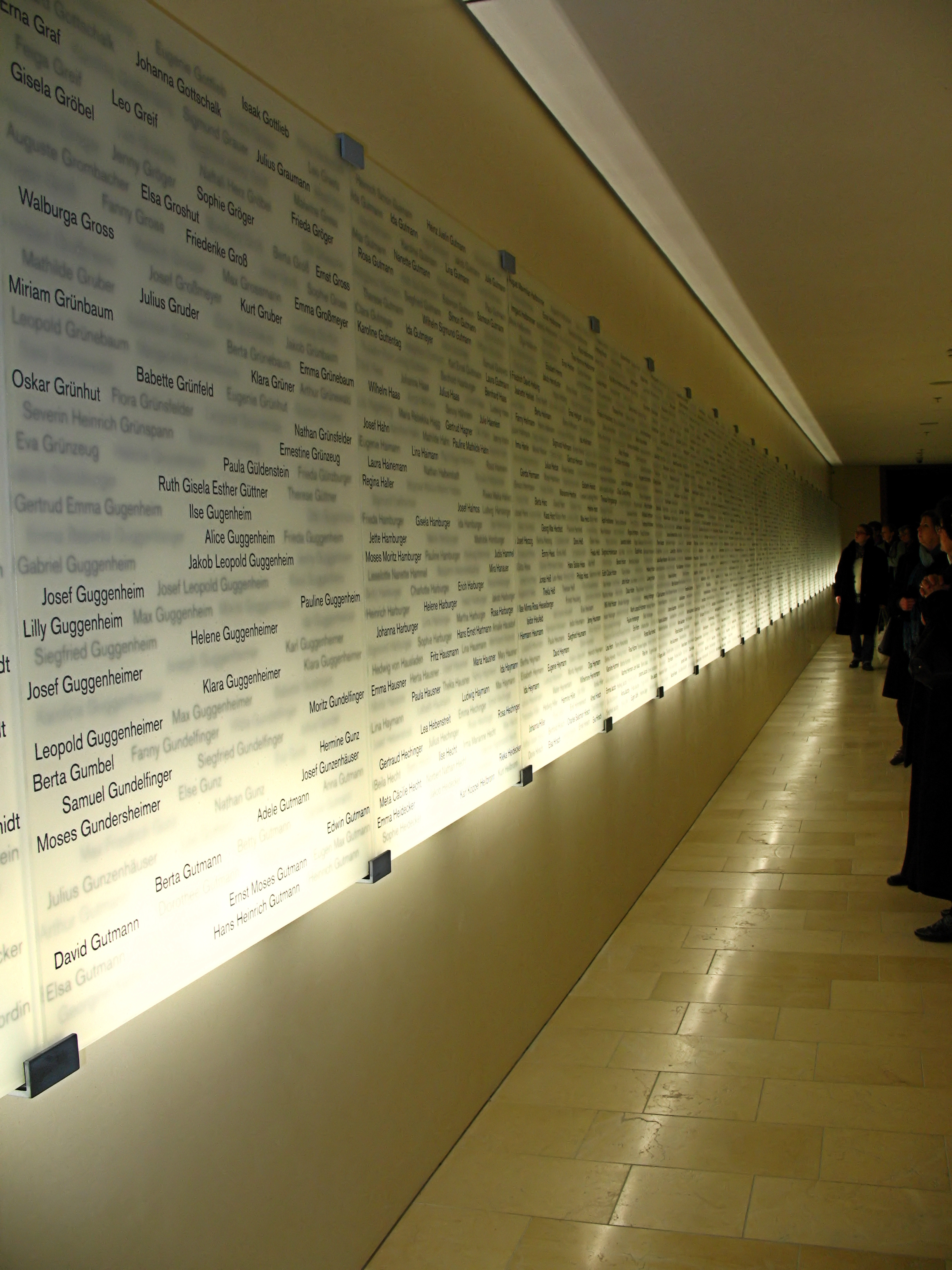
Le Passage du souvenir.

## Financement du centre
D'après l'hebdomadaire Die Zeit, le nouveau Centre juif a coûté au total 57 millions d'euros. Le projet a été financé par la ville de Munich, par le Land de Bavière, par la communauté juive et par des dons. Le financement par la ville de Munich et par la Bavière se monte à 30 millions d'euros. En plus, 20,5 millions d'euros proviennent de la vente de l'immeuble de la rue Herzog-Max où était située l'ancienne synagogue principale. Le bâtiment a été vendu à la chaine de grand magasins Karstadt, afin d'agrandir son magasin Oberpollinger de la rue Neuhauser. Le terrain de 5 500 mètres carrés situé place Jakob, a été mis gracieusement à la disposition de la communauté juive, par la ville de Munich sur proposition de son maire Christian Ude. 
Une inscription à l'intérieur de la synagogue rappelle que l'archidiocèse de Munich et Freising avec à sa tête le cardinal Friedrich Wetter, ainsi que l'Église protestante-Luthérienne de Bavière ont contribué par leurs dons à la création de ce centre.

## Le centre communautaire
Le centre communautaire possède un jardin d'enfants, permettant d'accueillir cinq groupes de 18 à 25 enfants chacun. L'école élémentaire Sinaï est conçue comme école à plein temps pour 150 enfants. Le jardin d'enfants ainsi que l'école Sinaï sont ouverts à tous les enfants quelle que soit leur religion. La religion et la culture juive, ainsi que la langue hébraïque, sont enseignées à l'Université populaire juive.
Le centre possède aussi une bibliothèque pour consultation sur place, ainsi qu'un service d'archives, composé de documents, revues, livres, journaux sur la vie juive d'hier et d'aujourd'hui, que tout le monde peut consulter gracieusement sur demande. 
Le restaurant, situé au rez-de-chaussée du centre communautaire offre de la nourriture cachère.

## Divers

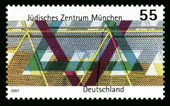
Timbre commémoratif

Le 13 mars 2007, la poste allemande émet un timbre-poste d'une valeur faciale de 55 centimes d'euro, dédié au Centre juif. Ce timbre dessiné par Barbara Dimanski de Halle sera tiré à 6,5 millions d'exemplaires. 
En octobre 2008, le Centre juif de Munich reçoit le grand prix allemand de l'urbanisme.

## Sources
1. ↑  (de) http://nurtext.zeit.de/online/2006/45/synagoge-muenchen
2. ↑  (de) http://www.muenchen.de/Rathaus/dir/stadtspitze/obkolumnarchiv/2001/43119/0807.html
3. ↑  (de) Radio Vatican: Knobloch remercie Wetter pour son soutien financier 4 juillet 2007
4. ↑  (de) Le Centre de la communauté juive de Munich et de Haute-Bavière: "le jardin d'enfants"; 19 mars 2009
5. ↑  (de) Le Centre de la communauté juive de Munich et de Haute-Bavière: L'école élémentaire Sinaï; 19 mars 2009
6. ↑  (de) Le Centre de la communauté juive de Munich et de Haute-Bavière: L'Université populaire juive; 19 mars 2009
7. ↑  (de) Le Centre de la communauté juive de Munich et de Haute-Bavière: La bibliothèque; 19 mars 2009
8. ↑  (de) Archive du Centre culturel de la communauté juive et de l'Université populaire juive de Munich; 16 mai 2009
9. ↑  (de) Bundesministerium der Finanzen
10. ↑  (de) www.startzentrum.de
11. ↑  (de) Attribution du prix de l'urbanisme 2008; 29 octobre 2008